# Хаято Икеда
Хаято Икеда (на японски: 池田勇人) е японски политик, министър-председател на Япония от юли 1960 до ноември 1964 година.

## Биография
Роден е на 3 декември 1899 година в префектура Хирошима, Япония. Израства в семейството на пивовари на саке. През 1925 година завършва право в Имперския университет в Киото.
След дипломирането си работи в Министерството на финансите, където се издига до поста на заместник-министър на финансите. През 1949 година е избран за депутат в Камарата на представителите. През същата година е назначен за министър на финансите в правителството на Йошида Шигеру. На тази длъжност Икеда води политика на балансирани финанси и дефлация, която има за цел да стабилизира следвоенната икономика на Япония. Участва в мирните преговори със Съединените американски щати.
През 1950-те години заема постовете на министър на финансите, министър на международната търговия и държавен министър (без портфейл).
През юли 1960 година е избран за ръководител на Либерално-демократическата партия, което го прави министър-председател на Япония. Начело на правителството продължава икономическото възстановяване на страната, като увеличава публичните разходи, намалява данъците, поддържа ниска инфлация и лихви, търси начини за преодоляване на бариерите пред японските стоки на международните пазари. Поддържа близки взаимоотношения със САЩ и засилва търговията със СССР и Китай. Обявява за национална цел удвояването на брутния вътрешен доход до 10 години.
През ноември 1964 година е принуден да се оттегли от поста на министър-председател поради влошено здраве. Умира на 13 август 1965 година в Токио.